# Nueva Arcadia
Nueva Arcadia – gmina (municipio) w zachodnim Hondurasie, w departamencie Copán. W 2010 roku zamieszkana była przez ok. 42,7 tys. mieszkańców. Siedzibą administracyjną jest miejscowość La Entrada.

## Położenie
Gmina położona jest w północnej części departamentu. Graniczy z 5 gminami:
- Florida i Macuelizo od północy,
- Protección od wschodu,
- San Nicolás od południa,
- La Jigua od zachodu.

## Miejscowości
Według Narodowego Instytutu Statystycznego Hondurasu na terenie gminy położone były następujące miasteczka i wsie:

- La Entrada
- Agua Buena
- Buenos Aires
- Chalmeca
- Jimerico
- La Cuchilla
- La Unión
- Los Pozos
- Los Tangos
- Nueva Arcadia
- Quebrada Seca
- San Isidro
- San Pablo del Roble

## Demografia
Według danych honduraskiego Narodowego Instytutu Statystycznego na rok 2010 struktura wiekowa i płciowa ludności w gminie przedstawiała się następująco:
| Wiek          | 0–3   | 4–6   | 7–12  | 13–17 | 18–24 | 25–64  | 65+   | razem  |
| Nueva Arcadia | 5 819 | 4 403 | 6 794 | 4 808 | 5 593 | 13 708 | 1 619 | 42 743 |
| Mężczyźni     | 3 040 | 2 232 | 3 449 | 2 400 | 2 658 | 6 520  | 731   | 21 030 |
| Kobiety       | 2 779 | 2 170 | 3 345 | 2 408 | 2 934 | 7 187  | 889   | 21 713 |